# Malahorna
Malahorna este o localitate din comuna Oplotnica, Slovenia, cu o populație de 253 de locuitori.